# Ʉ
Ʉ ، ʉ یا U ِ خط‌تیره‌دار یکی از حروف الفبای لاتین است، برساخته از یک U با خط نیره‌ای میان آن. در الفبای آوانگاری بین‌المللی، ʉ نشان‌دهندهٔ واکه گرد مرکزی بسته است. این حرف در زبان‌های آرهواکو، یمبا، نزیمه، ملپا و بودو کاربرددارد.